# Васил Габровски
Васил Димитров Габровски е български художник.

## Биография
Роден в гр. Бяла Слатина през 1930 г. Починал на 11 декември 2011 г. Член е на Съюза на българските художници, секция „Монуменално изкуство и дизайн“.
Специализира в гр. Лодз, Полша. Участва в редица представителни изложби в България и в чужбина с дизайнерски разработки, живопис и монументални творби. Автор на десетки монументални творби в цялата страна на представителни обществени места и частни домове. Работи в областта на витража, металопластика, дървопластика, мозайка, модулна керамика, сграфито и стенопис.
Урежда редица самостоятелни изложби, участва многократно в общи и представителни изложби на СБХ с живопис. Участва в изложения във Франция (Париж), Италия, Германия, Чехия, Унгария и Русия (Москва). Негови творби са притежание на галерии и частни колекции.
Носител на орден „Кирил и Методий“ I и II степен, Златен медал „1300 години България“. Награден от СБХ за участие в общи изложби – 1976 и 1978 г. Награда от изложение в Унгария. Награди от ОСИК, Враца – 1976 и 1978 г. Медал и грамота от ПМП.